# 3月30日
3月30日是公历一年中的第89天（闰年第90天），离全年的结束还有276天。

## 大事记

### 13世紀
- 1282年：西西里爆發反對安茹-西西里王朝國王查理一世的起義，西西里晚禱戰爭爆發。

### 19世紀
- 1822年：美國將東佛羅里達和西佛羅里達合併，建立佛羅里達領地。
- 1842年：美國外科醫生克勞福德·朗在切除手術過程中，首次讓病患吸入作為麻醉劑的乙醚。
- 1856年：奥斯曼帝国、英国、法国、俄罗斯等国家签署《巴黎条约》，克里米亚战争结束。
- 1863年：丹麥王子威廉·喬治獲選為希臘國王，成為喬治一世。
- 1867年：美国国务卿威廉·H·西华德与俄罗斯达成协议，同意以720万美元购买阿拉斯加。

### 20世紀
- 1912年：摩洛哥与法国签署旨在结束第二次摩洛哥危机的《费兹条约》，摩洛哥成为法国的保护国。
- 1940年：大日本帝国在南京市建立傀儡政权汪精卫国民政府，汪精卫就任国民政府主席。
- 1949年：《王子复仇记》获得第21届奥斯卡金像奖的最佳影片，最佳男主角大奖。
- 1950年：中华人民共和国教育部发出通告，规定宣布6月1日国际儿童节为中国儿童节，废除中华民国订立的4月4日儿童节。
- 1955年：由砂拉越的青年左翼分子在古晉中華中學（即今古晉中學）爆發了學生抗議運動，是稱為“3.30學潮”。
- 1959年：第十四世達賴喇嘛流亡至印度。
- 1961年：旨在反对违法麻醉品制造和走私的国际公约《麻醉品单一公约》在美国纽约的国际会议上被签署。
- 1973年：中华人民共和国政府任命黄镇为中国驻美联络处主任，韩叙为副主任。
- 1977年：《安妮霍爾》在洛杉磯電影節首次放映，後來被美國編劇工會成員評為史上最有趣的劇本。
- 1979年：邓小平在中共中央理论务虚会上提出了「四项基本原则」。
- 1979年：香港政府收回中環域多利兵房，而駐港英軍司令部則搬遷至添馬艦威爾斯親王軍營。
- 1981年：美国总统罗纳德·威尔逊·里根在华盛顿希尔顿饭店门前受到精神病患者约翰·欣克利的刺杀而受重伤。
- 1993年：荣毅仁辞去中信公司董事长，就任国家副主席。
- 1998年：德国宝马汽车制造公司买下英国維克斯集團（英语：Vickers）的劳斯莱斯汽车制造公司。

### 21世紀
- 2009年：巴基斯坦拉合爾的馬納萬警察學院遭到12名持槍歹徒的襲擊並被挾持數小時，造成16人死亡，95人受傷。
- 2011年：緬甸國防軍大將丹瑞解散國家和平與發展委員會，把政權移交民選政府。
- 2019年：中国四川涼山彝族自治州木里藏族自治縣发生森林火灾。截至4月4日，27名森林消防指战员和4名地方群众干部在救火中牺牲，最小牺牲者仅18岁。
- 2021年：緬甸軍事政變：美國貿易代表戴琪宣佈美國即時停止與緬甸的所有貿易，直至緬甸國防軍將政權返還經民主選舉的政府。
- 2022年：美國國家航空暨太空總署宣布發現距地球129億光年的已知最遠恆星WHL0137-LS。
- 2023年：美國前總統唐納·川普因涉嫌偽造商業記錄而被紐約州刑事起訴，成為美國歷史上第一位被起訴的前總統。

## 出生
- 892年：石敬瑭，五代十国時期的后晋开国皇帝（942年逝世）
- 1432年：穆罕默德二世，鄂圖曼帝國蘇丹（1481年逝世）
- 1639年：伊凡·馬澤帕，烏克蘭軍事、政治、公民領袖（1709年逝世）
- 1746年：弗朗西斯科·戈雅，西班牙画家（1828年逝世）
- 1754年：讓-弗朗索瓦·皮拉特爾·德·羅齊耶，法國教師，航空學的先驅之一（1785年逝世）
- 1785年：亨利·哈丁，英國陸軍軍官、政治人物（1856年逝世）
- 1793年：胡安·曼努埃爾·德·羅薩斯，阿根廷考迪略主義獨裁者（1877年逝世）
- 1811年：羅伯特·威廉·本生，德國化學家（1899年逝世）
- 1844年：保尔·魏尔伦，法国诗人（1896年逝世）
- 1853年：文森·梵谷，荷兰画家（1890年逝世）
- 1865年：海因里希·魯本斯，德國物理學家（1922年逝世）
- 1874年：查爾斯·萊托勒，英國海員，鐵達尼號二副（1952年逝世）
- 1874年：尼古拉·勒代斯庫，羅馬尼亞陸軍軍官、政治家（1953年逝世）
- 1892年：斯特凡·巴拿赫，波蘭數學家（1945年逝世）
- 1892年：艾爾哈德·米爾希，德國空軍元帥（1972年逝世）
- 1895年：蔡和森，中國共產黨早期的著名領導人之一（1931年逝世）
- 1905年：织田干雄，日本田径运动员（1998年逝世）
- 1909年：約翰·A·伯恩斯，美國政治人物，第2任夏威夷州州長（1975年逝世）
- 1926年：英格瓦·坎普拉，瑞典企業家，宜家家居創辦人（2018年逝世）
- 1927年：曾近榮，香港演員（2011年逝世）
- 1930年：中庸助（日语：中庸助），日本演員及配音員（2023年逝世）
- 1933年：董驃，香港演員（2006年逝世）
- 1937年：華倫·比提，美國男演員、導演、編劇、製片人
- 1938年：島倉千代子，日本女歌手（2013年逝世）
- 1938年：克劳斯·施瓦布，德國工程師、經濟學家
- 1941年：張子岱，香港足球運動員
- 1945年：埃里克·克莱普顿，英國音樂家、歌手、詞曲作家
- 1946年：廖正豪，中華民國第15任法務部部長（2022年逝世）
- 1946年：埃爾赫南·赫爾普曼，以色列經濟學家
- 1948年：埃迪·喬丹，愛爾蘭賽車手（2025年逝世）
- 1950年：薛家燕，香港艺人、演員
- 1950年：羅比·科特瑞恩，蘇格蘭男演員、喜劇演員、作家（2022年逝世）
- 1951年：安東·特卡奇，斯洛伐克男子自行車運動員（2022年逝世）
- 1951年：謝爾蓋·捷列先科，哈薩克政治人物，前任哈萨克斯坦总理（2023年逝世）
- 1955年：寺澤武一，日本男性漫畫家、插畫家（2023年逝世）
- 1962年：小川洋子，日本小說家
- 1963年：查希亞·額勒貝格道爾吉，蒙古政治家
- 1967年：林原惠，日本女性聲優、歌手
- 1967年：坂本冬美，日本演歌歌手
- 1968年：席琳·狄翁，加拿大女歌手
- 1968年：陸惠玲，香港配音員
- 1972年：黃子佼，台灣主持人
- 1972年：柯以敏，馬來西亞女歌手
- 1972年：長野誠，日本漁夫，極限體能王SASUKE第二位完全制霸者
- 1973年：揚·科勒，捷克足球選手
- 1975年：小松未步，日本女性創作歌手
- 1976年：川澄綾子，日本女性聲優
- 1976年：奧巴德里·湯普森，巴貝多男子田徑運動員
- 1979年：李雨陽，香港演員
- 1979年：何嘉文，台灣女藝人
- 1979年：，烏克蘭職業足球運動員
- 1979年：諾拉·瓊絲，美國創作歌手、鋼琴家、鍵盤手、吉他手、演員
- 1980年：戴心怡，台灣電視主播、舞台活動主持人
- 1981年：朴智星，韓國足球員
- 1982年：傑森·多靈，美國男演員
- 1983年：田馥甄，台灣流行女歌手、演員、綜藝節目主持人，S.H.E成員
- 1984年：安契奇，克羅埃西亞網球選手
- 1985年：田原，中國女歌手、演員
- 1986年：塞尔希奥·拉莫斯，西班牙足球選手
- 1987年：蕭敬騰，台灣男歌手、演員
- 1987年：郭建邦，香港足球運動員
- 1987年：阿米娜·汗，巴基斯坦女演員及模特兒
- 1987年：沙倫·馬爾蒂斯，荷蘭職業棒球運動員
- 1988年：山口立花子，日本女性聲優
- 1989年：王琳，中國女子羽毛球運動員
- 1989年：濱野大輝，日本男性聲優
- 1989年：喬奧·索薩，葡萄牙職業網球運動員
- 1990年：謝翔雅，台灣女演員
- 1990年：李起光，韓國男子偶像團體HIGHLIGHT成員
- 1991年：佐佐木未來，日本女性聲優
- 1993年：金志洙，韓國男演員
- 1993年：宋旻浩，韓國男子偶像團體WINNER成員
- 1993年：李明璇，台灣中國國民黨籍政治人物
- 1994年：島崎遙香，日本女子偶像團體AKB48成員
- 1997年：車銀優，韓國男子偶像團體ASTRO成員
- 1998年：徐子軒，中國女子偶像團體SNH48成員
- 2000年：葉成龍，日本男歌手、演員、主持人
- 2001年：安娜斯塔西亞·波塔波娃，俄羅斯職業網球運動員
- 2003年：泰迪·莎文-路維，英格蘭職業足球運動員
- 生年不詳：陸惠玲，香港女性配音員

## 逝世
- 1872年：羅默森王子，夏威夷族聯邦軍士兵（約1840年出生）
- 1879年：提歐多洛·谷特勞，義大利作曲家（1827年出生）
- 1914年：約翰·亨利·坡印廷，英國物理學家（1852年出生）
- 1925年：魯道夫·斯坦納，奧地利哲學家（1861年出生）
- 1927年：埃弗拉德·卡爾斯羅普，英國鐵路工程師、發明家（1857年出生）
- 1949年：弗里德里希·貝吉烏斯，德國化學家，1931年諾貝爾化學獎得主（1884年出生）
- 1967年：姚敏，國語時代曲作曲家（1917年出生）
- 1979年：童第周，中國著名生物學家、实验胚胎学家（1902年出生）
- 1981年：德威特·华莱士，美国《读者文摘》杂志的创刊人（1889年出生）
- 1991年：吳李玉哥，臺灣畫家（1901年出生）
- 2002年：伊麗莎白·鮑斯-萊昂，英國皇太后（1900年出生）
- 2005年：是松豐三郎，日裔美國人權運動者（1919年出生）
- 2006年：羅張，前臺灣警政署長，陸軍二級上將[1]（1923年出生）
- 2007年：克里斯耶，印尼男歌手、詞曲作家（1949年出生）
- 2017年：高飛，香港武打演員（1952年出生）
- 2020年：郝柏村，中華民國（臺灣）前行政院長、前參謀總長（1919年出生）
- 2022年：埃貢·弗蘭克，波蘭男子擊劍運動員（1935年出生）
- 2022年：湯姆·帕克，英國男歌手（1988年出生）
- 2025年：胡德華，中國企業家（1948年出生）

## 节假日和习俗
- 美国：國際醫師節（英语：National_Doctors'_Day）
- 巴勒斯坦：土地日
- ：工程師節
- 中華民國：國際醫師節（英语：National_Doctors'_Day）[2]